# 小瀬村 (茨城県)
小瀬村（おせむら）は茨城県那珂郡にかつて存在した村である。

## 地理
- 旧緒川村の東部、現在の茨城県常陸大宮市の西部に位置する。
- 村の中部には那珂川の支流緒川が流れている。
- 村域の大半は山地になっている。

## 歴史
村名は、 人口の最も多い大字である旧上小瀬村と、村を流れる清流に由来する。
1921年（大正10年）、村役場が火災に遭う。

### 村域の変遷
- 1889年（明治22年）4月1日 - 町村制施行により、上小瀬村・下小瀬村・小玉村・那賀村・国長村が合併し那珂郡小瀬村が発足。
- 1956年（昭和31年）9月29日 - 八里村と合併し緒川村が発足。同日小瀬村廃止。
- 2004年（平成16年）10月16日 - 緒川村が山方町・美和村・緒川村・東茨城郡御前山村とともに那珂郡大宮町（即日改称・市制、常陸大宮市）へ編入合併され廃止。

変遷表
| 1868年 以前 | 1868年 以前 | 明治22年 4月1日 | 昭和31年 9月29日 | 平成16年 10月16日 | 現在       |
| ----------- | ----------- | --------------- | ---------------- | ----------------- | ---------- |
|             | 上小瀬村    | 小瀬村          | 緒川村           | 大宮町 に編入     | 常陸大宮市 |
|             | 下小瀬村    | 小瀬村          | 緒川村           | 大宮町 に編入     | 常陸大宮市 |
|             | 小玉村      | 小瀬村          | 緒川村           | 大宮町 に編入     | 常陸大宮市 |
|             | 那賀村      | 小瀬村          | 緒川村           | 大宮町 に編入     | 常陸大宮市 |
|             | 国長村      | 小瀬村          | 緒川村           | 大宮町 に編入     | 常陸大宮市 |

## 人口・世帯

### 人口
総数 [単位： 人]
| 1891年（明治24年） | 2,901 |
| 1920年（大正 9年） | 3,574 |
| 1935年（昭和10年） | 3,923 |
| 1950年（昭和25年） | 4,934 |

### 世帯
総数 [単位： 世帯]
| 1920年（大正 9年） | 790 |
| 1935年（昭和10年） | 748 |
| 1950年（昭和25年） | 921 |